# Henriette Morel
 (mai 2014).
Si vous disposez d'ouvrages ou d'articles de référence ou si vous connaissez des sites web de qualité traitant du thème abordé ici, merci de compléter l'article en donnant les références utiles à sa vérifiabilité et en les liant à la section « Notes et références ».
Henriette Morel, née le 1er décembre 1883 à Villeurbanne et morte dans la même ville le 24 mars 1956, est une artiste peintre française.

## Biographie
Née le 1er décembre 1883 à Villeurbanne dans une famille nombreuse (quatre filles et un garçon) Henriette Morel suivit les cours de Jean-Louis Loubet, Claudius Barriot et Vivien, peintres Lyonnais.Les filles n'étant admises à l'école des Beaux-Arts qu'en 1907.
Henriette Morel devient la muse, le modèle, puis, peut-être, la maîtresse du peintre Pierre Combet-Descombes avec lequel elle partagea la vie de peintre. Femme indépendante et moderne, elle expose dès 1903 au Salon des beaux-arts de Lyon, puis au Salon d'Automne de la même ville et au Salon Sud-Est. Plusieurs toiles sont achetées par l’État, d'autres par la ville de Lyon. Elle fut un professeur apprécié de ses élèves, dont certains devinrent des peintres connus, notamment Hélène Mourriquand.
Elle pratique le pastel, l'aquarelle et la peinture à l'huile, elle peint des nus, des paysages et des portraits.
Les photographes Théodore Blanc (1898-1985) et Antoine Demilly (1894-1964) font partie du cercle de ses amis.
Son dernier atelier était situé au 1 rue Mazard à Lyon.

## Collections publiques
- Musée des beaux-arts de Lyon : cinq toiles
- Musée Paul-Dini de Villefranche-sur-Saône

## Salons
- Salon des beaux-arts de Lyon de 1903 à 1914
- Salon d'automne de Lyon de 1907 à 1926
- Salon des humoristes
- Salon Sud-Est de 1927 à 1938 puis de 1940 à 1953

## Expositions
- Galerie Maire-Pourceaux
- Galerie Pouillé-Lecoultre
- Galerie des Deux Collines
- Galerie Malaval
- Galerie des Archers
- Galerie Saint Pierre
- Galerie Saint Louis à Grenoble "La peinture lyonnaise" 15/31 juillet 1925
- Galerie des Jacobins
- Chapelle Ampère: Art lyonnais contemporain
- Hotel de Ville de Bron "Affaire de femmes" 5/9 mars 1997
- Maison de Pays à Mornant, exposition rétrospective en hommage à Henriette Morel du 8 mai au 13 juin 2004